# Bearsden
Bearsden (Cille Phàdraig Ùr en gaélique (gd), Easter Kirkpatrick ou Eister Kilpatrick en scots (sco)) est une ville d'Écosse, située dans le council area de l'East Dunbartonshire et dans la région de lieutenance du Dunbartonshire. Elle fait partie de l'agglomération de Glasgow, n'étant située qu'à 10 kilomètres du centre-ville. De 1975 à 1996, elle était la capitale administrative du district Bearsden and Milngavie, au sein de la région du Strathclyde.

## Histoire
Elle a connu l'évolution d'une ville de banlieue. Longtemps cantonné à quelques cottages, l'ouverture d'une gare en 1863 dans le village enclencha un processus d'expansion continue. Bearsden est devenue depuis une ville de banlieue plutôt chic, à population à haut revenu. Une enquête menée en 2005 classa Bearsden au 7e rang des villes les plus riches de Grande-Bretagne et elle possède le plus faible ratio de logements sociaux de toute l'Écosse.

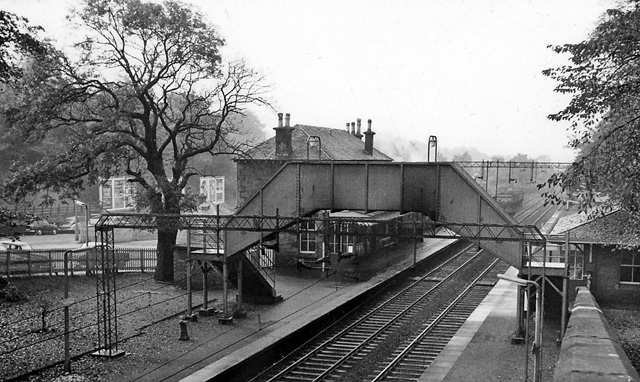
La gare de Bearsden en 1961.

Bearsden possède deux écoles d'enseignement secondaire très réputées, la Bearsden Academy (en) et la Boclair Academy (en), qui ont vu passé de nombreux élèves devenus célèbres par la suite.
Le Glasgow Golf Club (en), malgré son nom, est situé à Bearsden. Il s'agit du 9e plus ancien parcours du golf au monde, fondé en mai 1787.

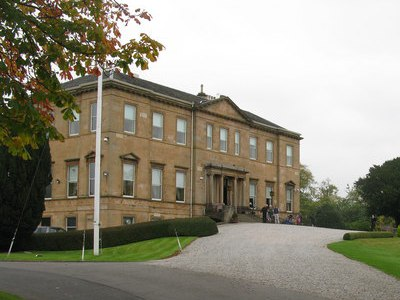
Le club house du Glasgow Golf Club, dans le style néo-georgien, construit en 1805.

## Personnalités
- Tommy Cunningham, batteur du groupe Wet Wet Wet, y vit.
- Jessie Marion King, illustratrice de livres pour enfants, y est née.
- Julia Donaldson, auteur de livres pour enfants (dont Gruffalo), y vit. Une sculpture représentant Gruffalo est visible à Bearsden[3].

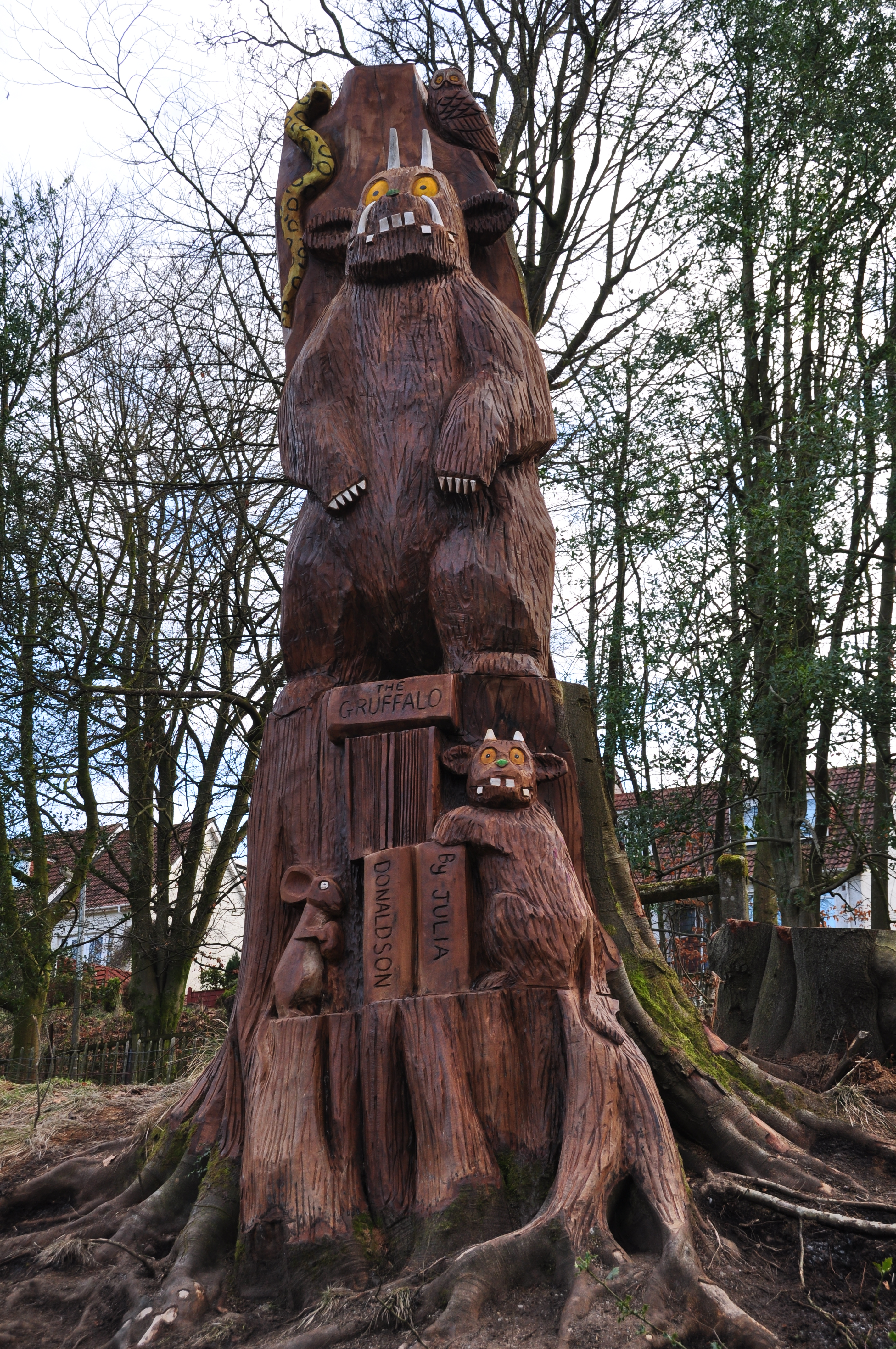
La Gruffalo Sculpture.

- Edwin Morgan, poète et traducteur, y a longtemps vécu.
- Alex McLeish, footballeur international écossais puis entraîneur, y a vécu[4].
- Alan McManus, joueur de snooker, y a vécu.
- David Moyes, joueur de football puis entraîneur, y est né et y a fait ses études[5].
- Katherine Grainger, rameuse d'aviron, y a fait ses études.
- Edwyn Collins, chanteur, y a fait ses études.
- Darius Danesh, chanteur, y a grandi et y a fait ses études.
- Alex Kapranos, guitariste et chanteur de Franz Ferdinand, y a fait ses études.
- Mark Knopfler, guitariste et chanteur de Dire Straits, y a fait ses études.
- Moira Shearer, actrice et danseuse, y a fait ses études.
- David J. Thouless, physicien, y est né[6].